# Zora (dnevni list, Osijek)
Zora je bila hrvatski dnevnik iz Osijeka. Ove novine su počele izlaziti 1918., a prestale su izlaziti 1919.
Uređivao ju je Teodor Skrbić.